# Carl Johan Cronstedt
Carl Johan Cronstedt, född 25 april 1709 i Stockholm, död 9 november 1779 i Stockholm, var en svensk greve, arkitekt och president i Kammarkollegium. Tillsammans med Fabian Casimir Wrede lanserade Cronstedt ett vedbesparande rökkanalssystem för kakelugnar som bidrog till att dessa under lång tid blev en av de vanligaste värmekällorna i Sverige.

## Biografi

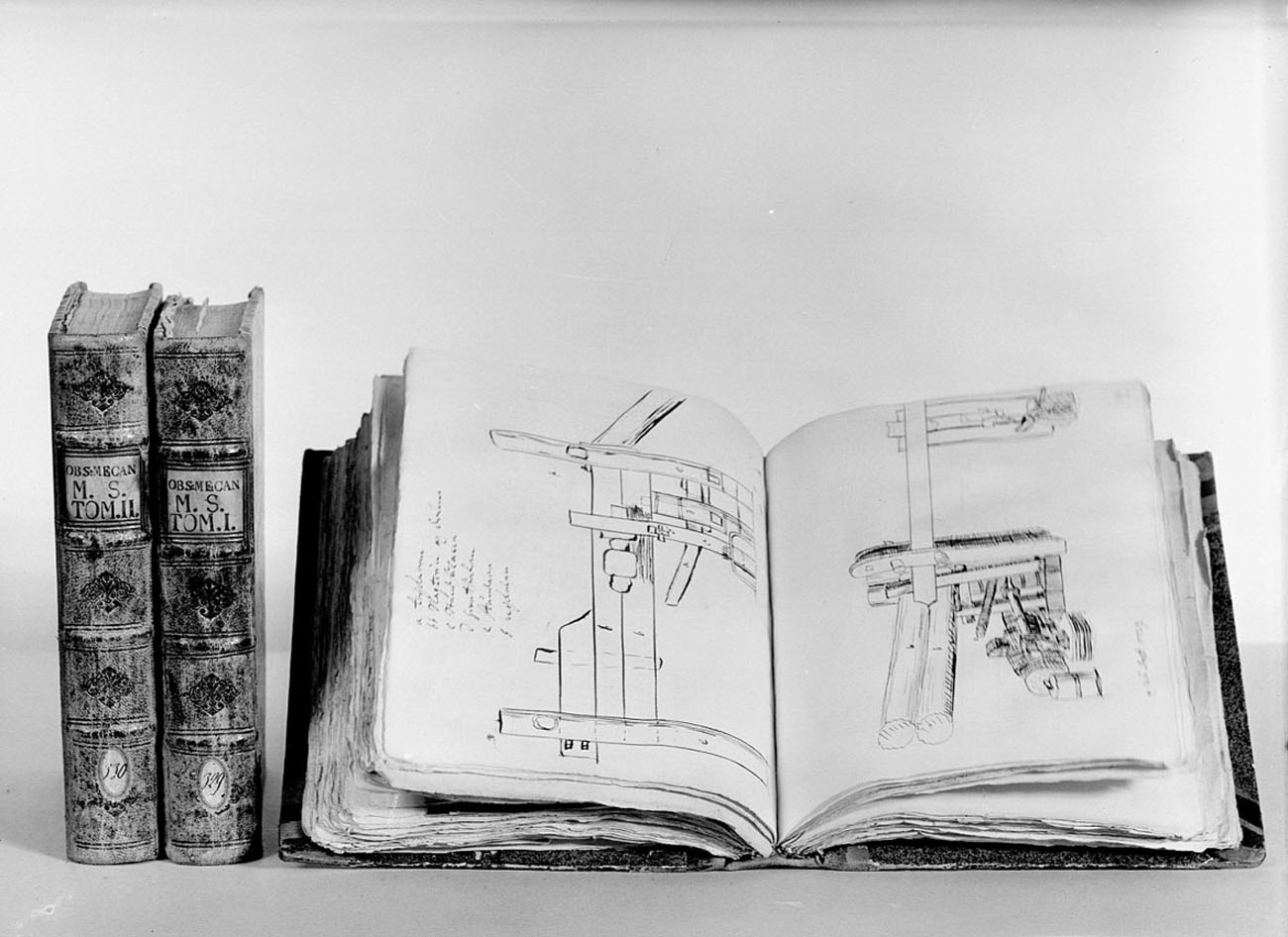
Cronstedts anteckningsböcker.

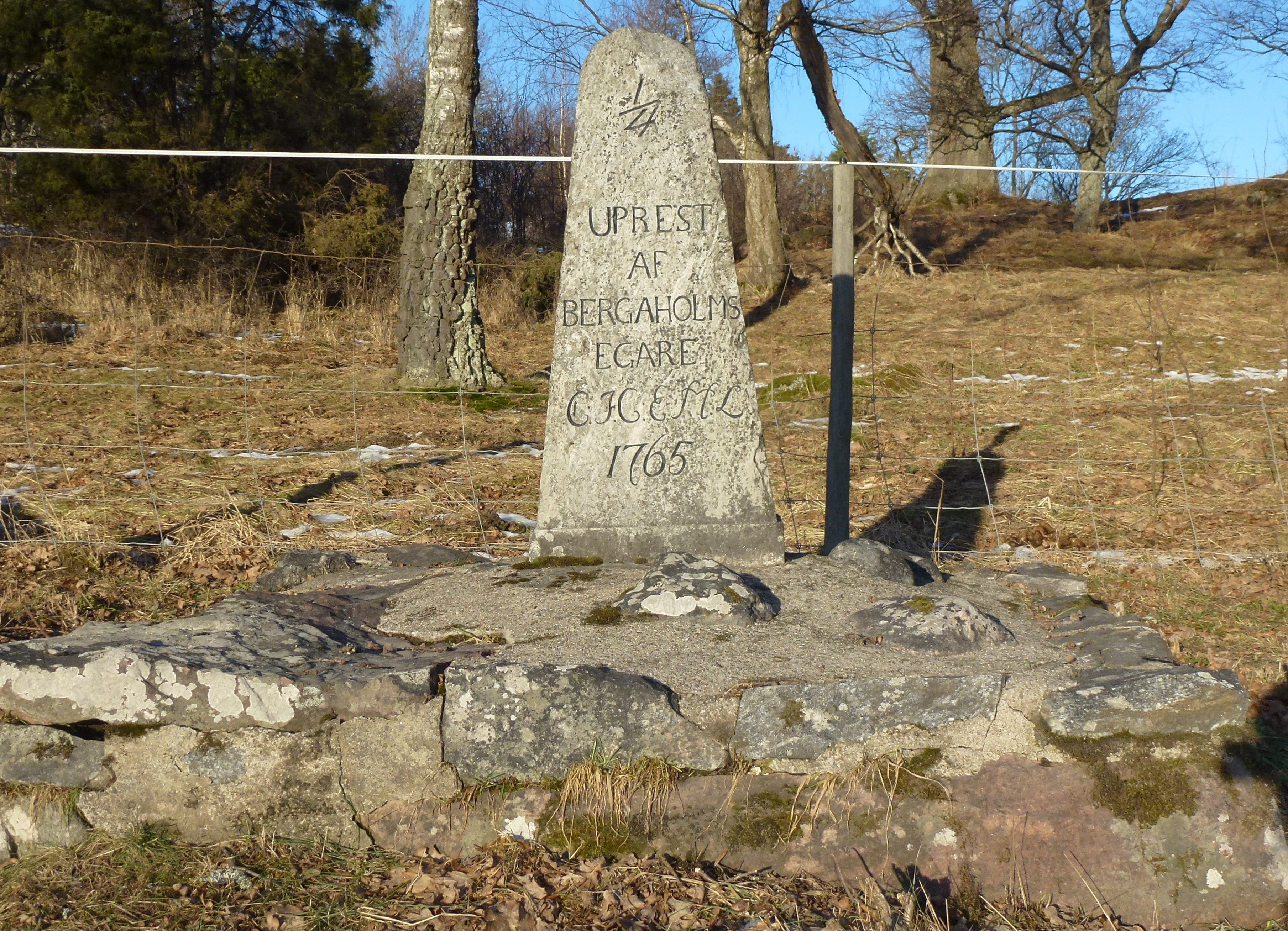
Milstenen vid Bergaholms gård.

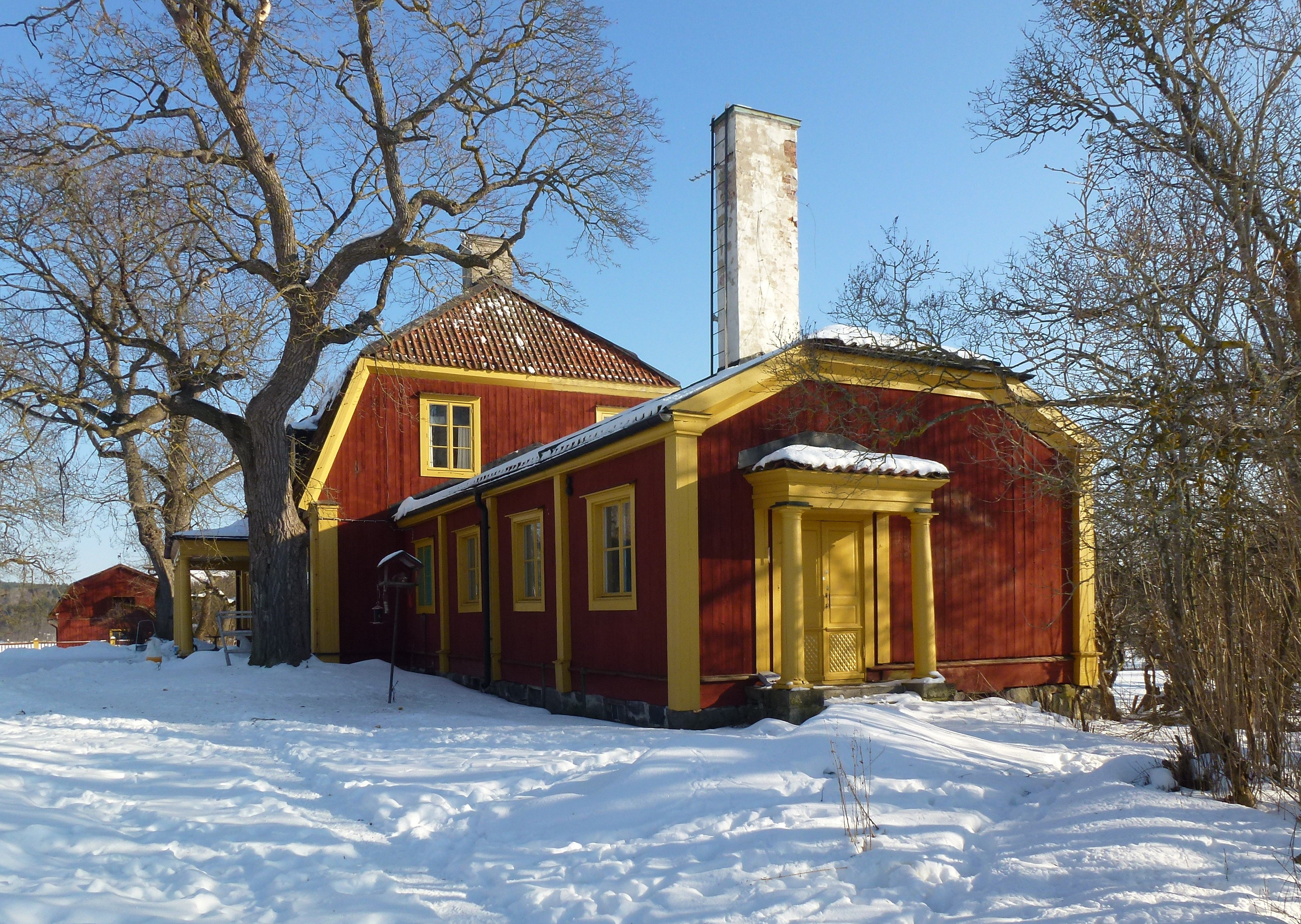
Elvesta gård, ombyggd och bebodd av Cronstedt.

Carl Johan Cronstedt var son till Jakob Cronstedt och friherrinnan Margareta Beata Grundel, vars mor tillhörde ätten De Besche, samt brorson till Carl Cronstedt. År 1693 hade fadern jämte dennes syskon adopterats på styvfaderns adelskap och namn och hamnade därefter i kronans tjänst. Vid Carl Johan Cronstedts födelse var fadern kunglig hovjunkare, och blev 1731 greve. Det var dock först med Carl Johan Cronstedt som ätten introducerades i den egenskapen, år 1752. Genom fadern kom han att skriva sig till Fullerö och Almö.
Vid 20 års ålder blev Carl Johan Cronstedt lärjunge 1729 hos Christopher Polhem på Stjärnsunds manufakturverk och utnämndes 1733 till hovintendent. Han företog 1735 en tre års resa till Tyskland, Frankrike och Italien. Hemkommen studerade han under Carl Hårleman byggnadskonst och blev 1753 dennes efterträdare som överintendent. Han innehade denna post till 1767 och utförde bland annat
- flyglarna till Drottningholms slott efter Hårlemans ritning, men med förändringar,
- återställandet av Maria Magdalena kyrka i Stockholm efter eldsvådan 1759,
- nya Amiralitetskyrkan i Karlskrona 1760 (den färdigställdes aldrig, utan blev en fyra meter hög ruin),
- Stora Tyghuset vid Artillerigården i Stockholm 1763–1777,
- Börshuset vid Stortorget, Stortorget i Gamla stan i Stockholm, påbörjades 1768 och avslutades 1776; Först var det ett projekt av stadsarkitekten Johan Eberhard Carlberg och Carl Johan Cronstedt tillsammans; Carl Johan Cronstedts ursprungliga ritningar för Börshuset bearbetades av vice stadsarkitekten Erik Palmstedt (1741–1803)
- delaktig i uppförandet av Drottningholmsteatern 1764–1765 och
- gjorde ritningarna till S:t Olai kyrka i Norrköping som invigdes 1767.
- ombyggnad av Elvesta gård på 1750-talet, där han själv bodde.

## Cronstedts uppdrag att rita Stora Tyghuset med flyglar i två våningsplan

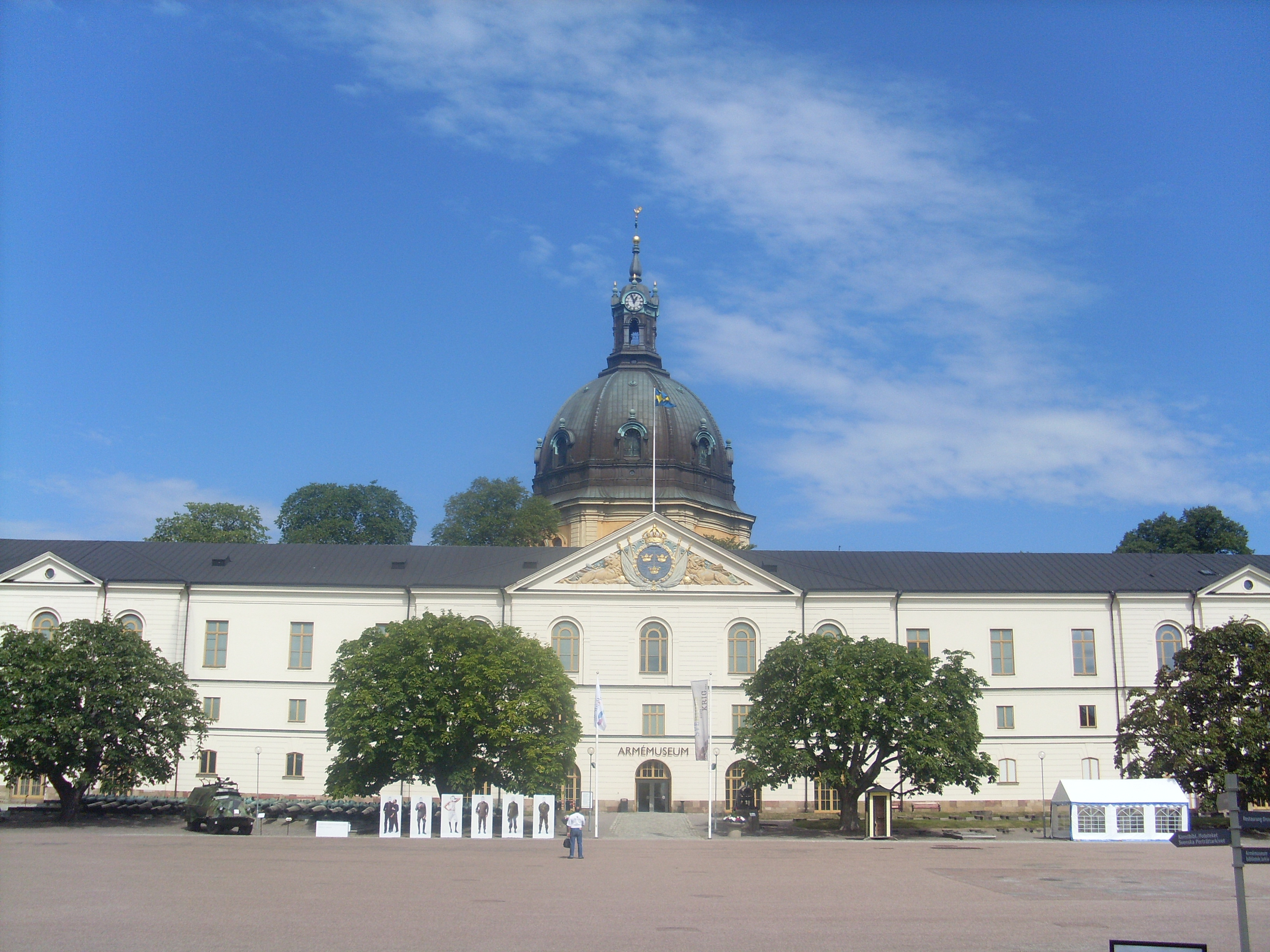
Nuvarande Armémuseum, Artilleriets nya tyghus byggdes 1763–1777.

År 1762 fick överintendenten Carl Johan Cronstedt i uppdrag att rita ett nytt tyghus, en äldre beteckning för vapenförråd, med flyglar i två våningsplan, att uppföras i tegel vid Artillerigården. Artillerigården omnämns första gången i januari 1641, då Krigskollegiet beordrade att tyghuset skulle flyttas från Kungliga slottet. Det äldsta tyghuset var en träbyggnad. Parallellt med tyghuset byggdes en kyrka i trä. På gården fanns också smedja, vakt- och expeditionslokaler, förråd och verkstäder. Artilleriets nya tyghus, det vill säga militära magasin och verkstäder, byggdes 1763–1777. Året därpå påbörjades bygget av den sydvästra flygelns södra del, med bland annat expedition och bostäder. Artilleriregementet började använda Stora Tyghuset när det stod klart 1770. Tunga pjäser som vagnar och kanoner placerade i bottenplanet och lättare material placerades på det övre planet. Fram till 1776 pågick bygget av de övriga flyglarna och då efter detaljritningar av kaptenen och akvarellmålaren Erik Adolf Geete.

## Cronstedt och utvecklandet av den vedbesparande kakelugnen

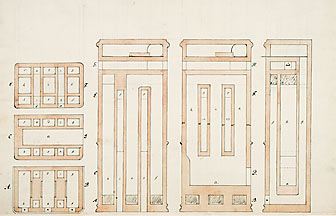
Tillsammans med Fabian Casimir Wrede utvecklade Cronstedt det som har kallats "den svenska kakelugnen". Principen gick ut på att leda värmen runt flera varv inuti kakelugnen innan den släpptes ut i skorstenen. Bilden visar en genomskärningsritning av en kakelugn murad enligt det nya systemet, som även fungerade för rörspisar.

1767 blev Cronstedt president i Kammarrevisionen, 1769 president i Kammarkollegium och 1739 ledamot av Vetenskapsakademien. En av sina största insatser gjorde Cronstedt som konstruktör av den värmeekonomiska svenska kakelugnen. Den 27 januari 1767 beslutade Rikets Råd, under ett sammanträde på Stockholms slott, om ett forskningsuppdrag för att ta fram en mer energisnål eldstadstyp åt hushållen. Ansvariga för uppdraget blev Cronstedt och generalen Fabian Wrede (1724–1795), "Fabian Casimir Wrede, friherre af Emilä". Redan på hösten samma år presenterade de sina förslag i skriften "Beskrifning på Ny Inrättning af Kakelugnar Til Weds Besparing. Jämte Bifogade Kopparstycken. Utgifwen af Praesidenten Grefwe C.J. Cronstedt.", där man beskriver olika typer av kakelugnar med slingrande rökgångar, vilka bättre skulle ta tillvara värmen från elden.
Cronstedt konstruerade de första modellerna till en kakelugn med slingrande rökgång. Konstruktionen innebar att värmen kunde ackumuleras och att mycket energi kunde sparas. Praktiskt taget alla kakelugnar för den gustavianska tiden och senare är av denna konstruktion och uppfinningen slog därför snabbt igenom. Genom de nya kakelugnarna förbättrades svenskarnas bostadsstandard väsentligt. Cronstedts och Wredes uppfinningar fick stor betydelse för det gustavianska hemmet. Både umgängeslivet och utnyttjandet av rummen ändrades nu, innan dess var det praktiskt taget omöjligt att bebo ett större antal rum under vintern. Uppfinningen med de nya kakelugnarna var åtta gånger effektivare än tidigare värmekällor med det invecklade systemet av rökkanaler som slingrade sig mellan värmebevarade tegelstenar. Själva eldstaden och öppningarna kunde dessutom göras mindre och kaklet erbjöd nästan obegränsade dekorationsmöjligheter. I hela landet sköt försäljningen i höjden. De nya kakelugnarna blev blickpunkten i många gustavianska hem, då de ersatte både de gamla tyska kakelugnarna och de öppna eldstäderna.

## Cronstedts bibliotek och konstsamlingar på Fullerö slott
Cronstedts bibliotek och konstsamlingar finns bevarade på Fullerö slott, där de hopsamlades av hans son, hovintendenten Fredrik Adolf Ulrik Cronstedt (1744–1829). Han var även far till Johan Adam Cronstedt, som var greve, militär och generallöjtnant. Av de teoretiskt inriktade böckerna som finns bevarade i det gamla biblioteket på Fullerö slott har flera band Carl Johan Cronstedts namn inpräglat i pärmens kalvskinn. Senare utökades samlingen av sonen Adolf Fredrik Ulrik Cronstedt, som också var arkitekt. Böcker tycks ha gått ur hand i hand på liknande sätt, även då brukarna saknat släktrelationer, så Cronstedts samling är inte unikt. Till denna litteratur är de svenska bidragen få och mycket teoretiska skrifter köptes under utrikes resor.
På Fullerö återfinns flera av klassikerna av teoretiska skrifter av 1700-talets arkitekter och konstintresserade. Här finns Carl Johan Cronstedts handskrivna anteckningar i byggnadsteknik. Även de nya böckerna som användes av både Carl Hårleman och Cronstedt då de skulle bygga herrgårdar finns på Fullerö bibliotek. Några av dessa skrifter är de franska arkitekterna Charles-Étienne Briseux "L'Art de bâtir des Maisons de Campagne" och Jacques-François Blondels "De la Distribution des Maisons des Plaisance". Carl Henrik Königs "Inledning till Mecaniken och Bygnings-Konsten", som gavs ut 1752, finns som komplement till Carl Johan Cronstedts egna anteckningar. Carl Henrik König efterträdde Johan Eberhard Carlberg som stadsarkitekt i Stockholm, han var en ämbetsman som inte ritade själv och när han utnämndes till stadens stadsarkitekt utövade han tjänsten tillsammans med den skicklige arkitekten Eric Palmstedt som var vice stadsarkitekt. Vidare finns på Fullerö under Resor konstteoretikern, konstnären och arkitekten Carl August Ehrensvärds (1745–1800) "Resa til Italien 1780, 1781, 1782", men "De fria konsters philosophi" har däremot hamnat under Diverse ämnen. Under 1700-talet är för många begreppet ordning aktuellt. Ehrensvärd definierar det så här: "man kan av bara prickar städa till en ordning för ögat". Alla de nu "bullrande tillbehör" som var så viktiga för barockens målare är nu borta.
En samling om mer än 5.000 arkitekturritningar och teckningar, som tidigare förvarades på Fullerö och som samlades av presidenten Cronstedt, finns nu på Nationalmuseum i Stockholm. Tidigare var biblioteket på Fullerö betydligt större, innan stora delar av det kom till Uppsala universitet.

## En kvartsmils milstolpe restes år 1765
Cronstedt förmäldes 1744 med grevinnan Eva Margareta Lagerberg. Under 1700-talets andra hälft var hon ägaren till Bergaholms gård (i nuvarande  Salems kommun). Vid landsvägen (idag Bergaholmsvägen) restes år 1765 en kvartsmils milstolpe med texten: ”Uprest af Bergaholms egare C.J.C:E.M.L. 1765”. C.J.C står för Carl Johan Cronstedt och E.M.L. för dennes maka Eva Margareta Lagerberg. Genom arv fortsatte Bergaholms säteri att gå inom samma släkt ända fram till 1843. Cronstedt är representerad vid bland annat Nationalmuseumi Stockholm.

## Bildgalleri

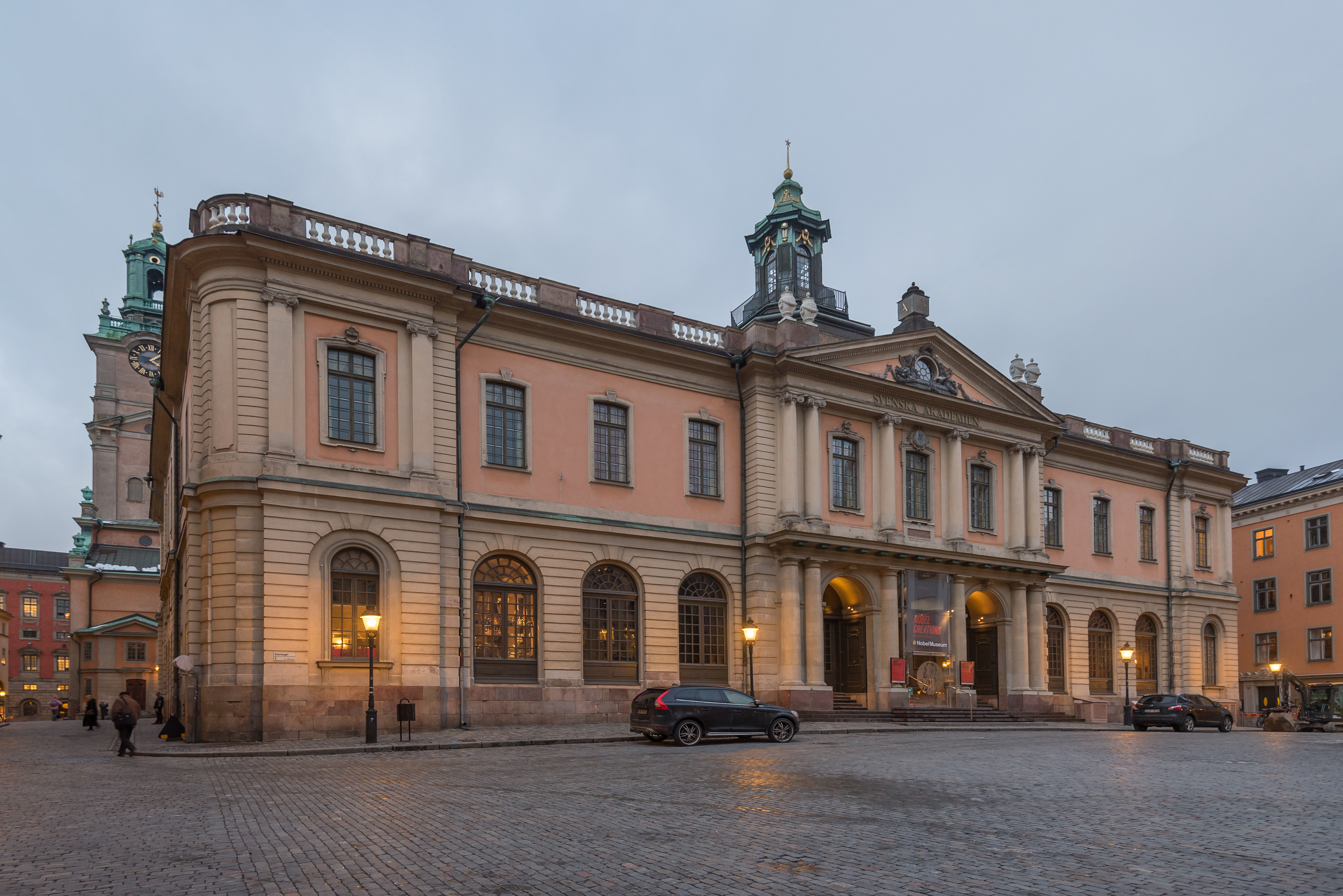
Börshusets fasad mot Stortorget. Arkitekt var Erik Palmstedt, som bearbetade Carl Johan Cronstedts ursprungliga ritningar. Byggnaden invigdes 1776 av Gustav III.
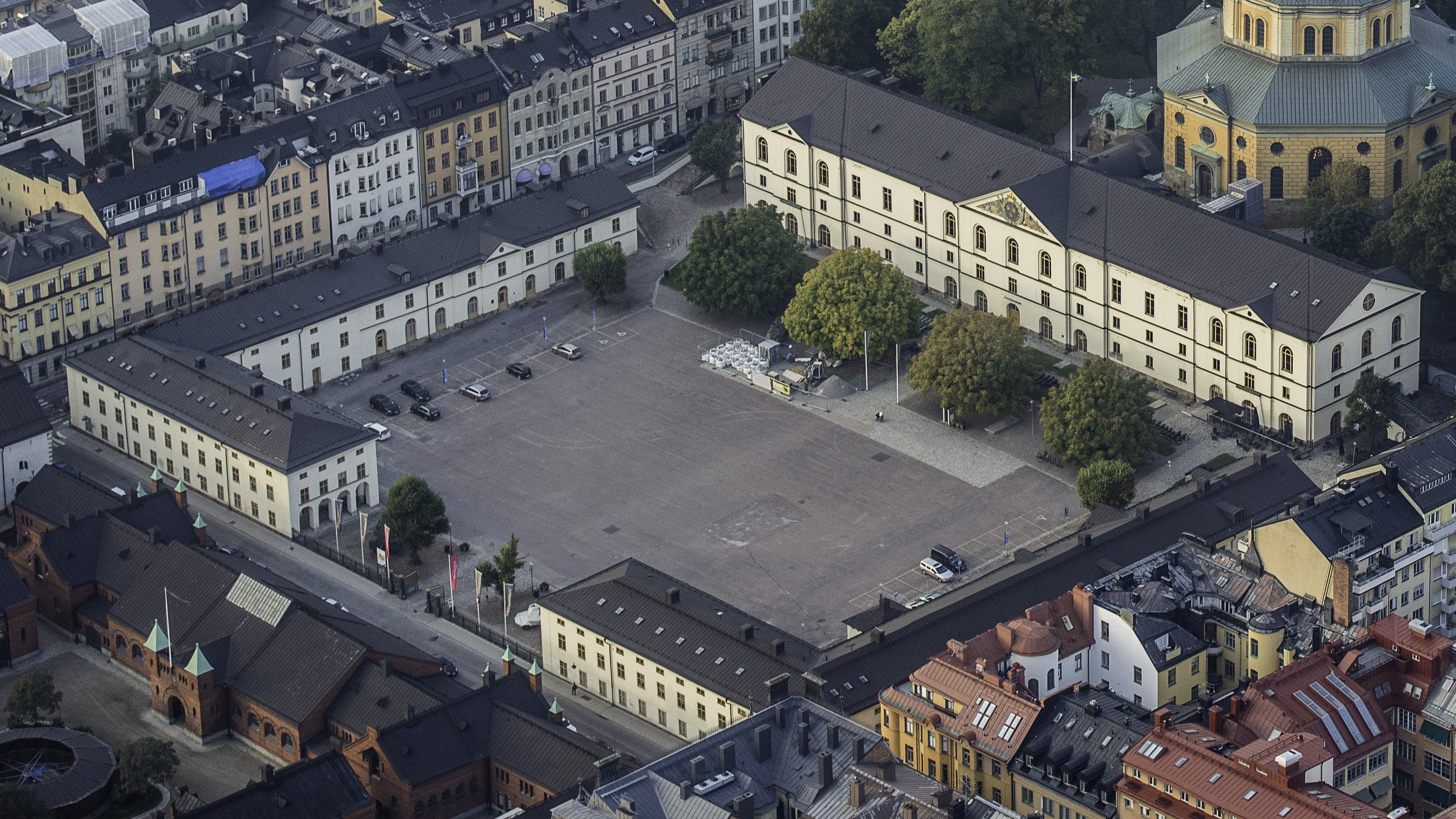
Artillerigården, Stockholm
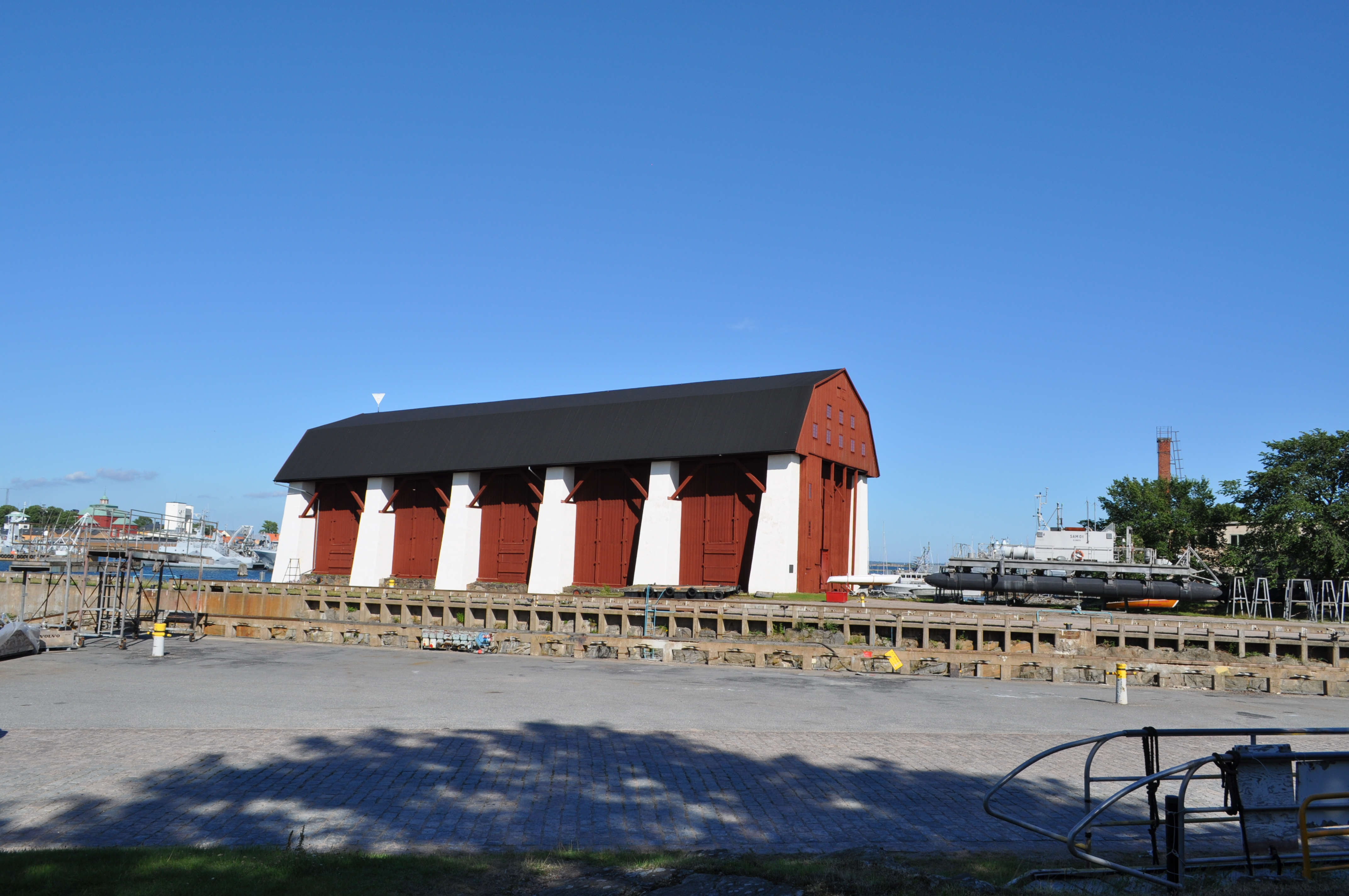
Wasaskjulet, Karlskrona.
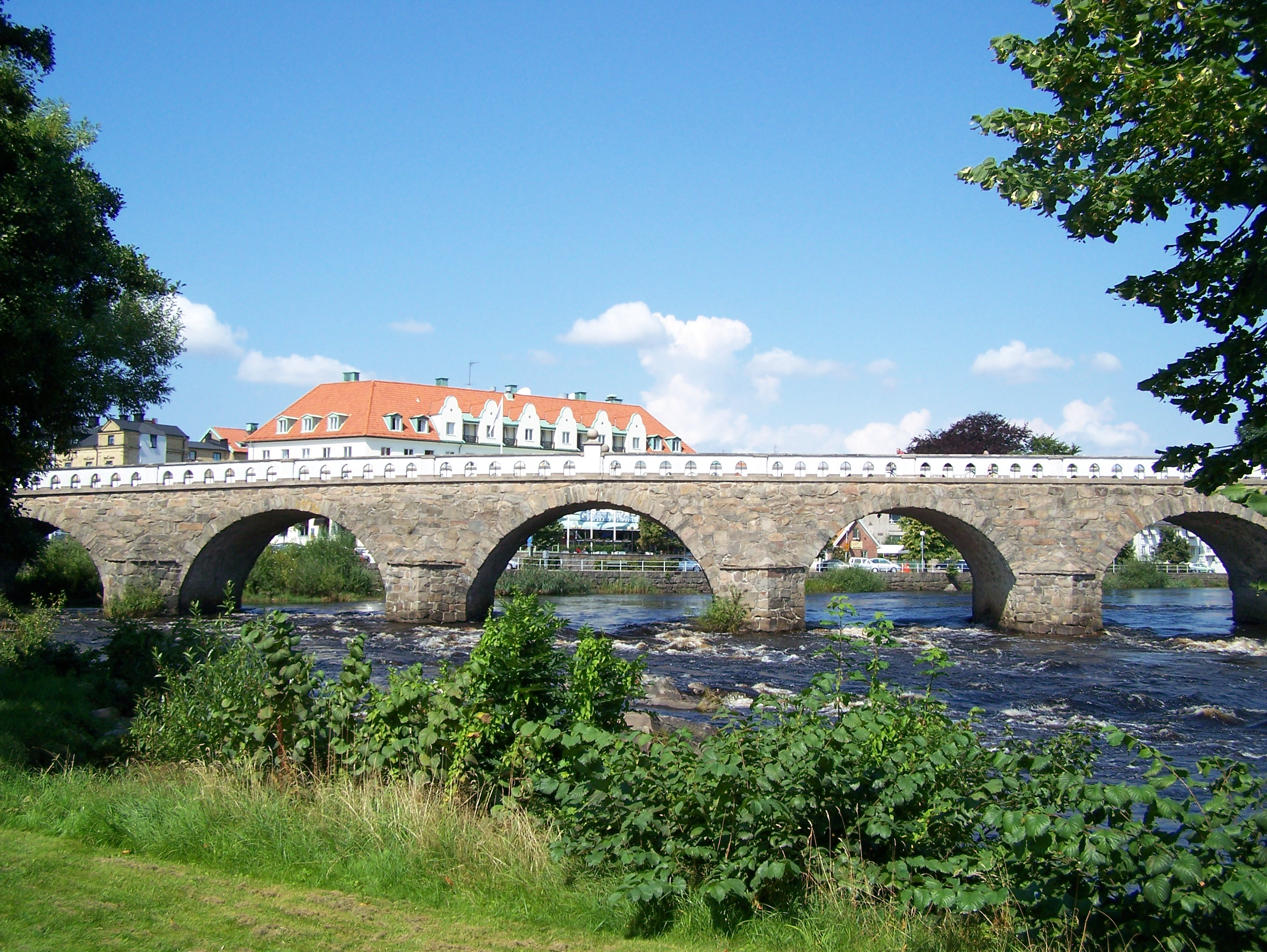
Tullbron, Falkenberg.
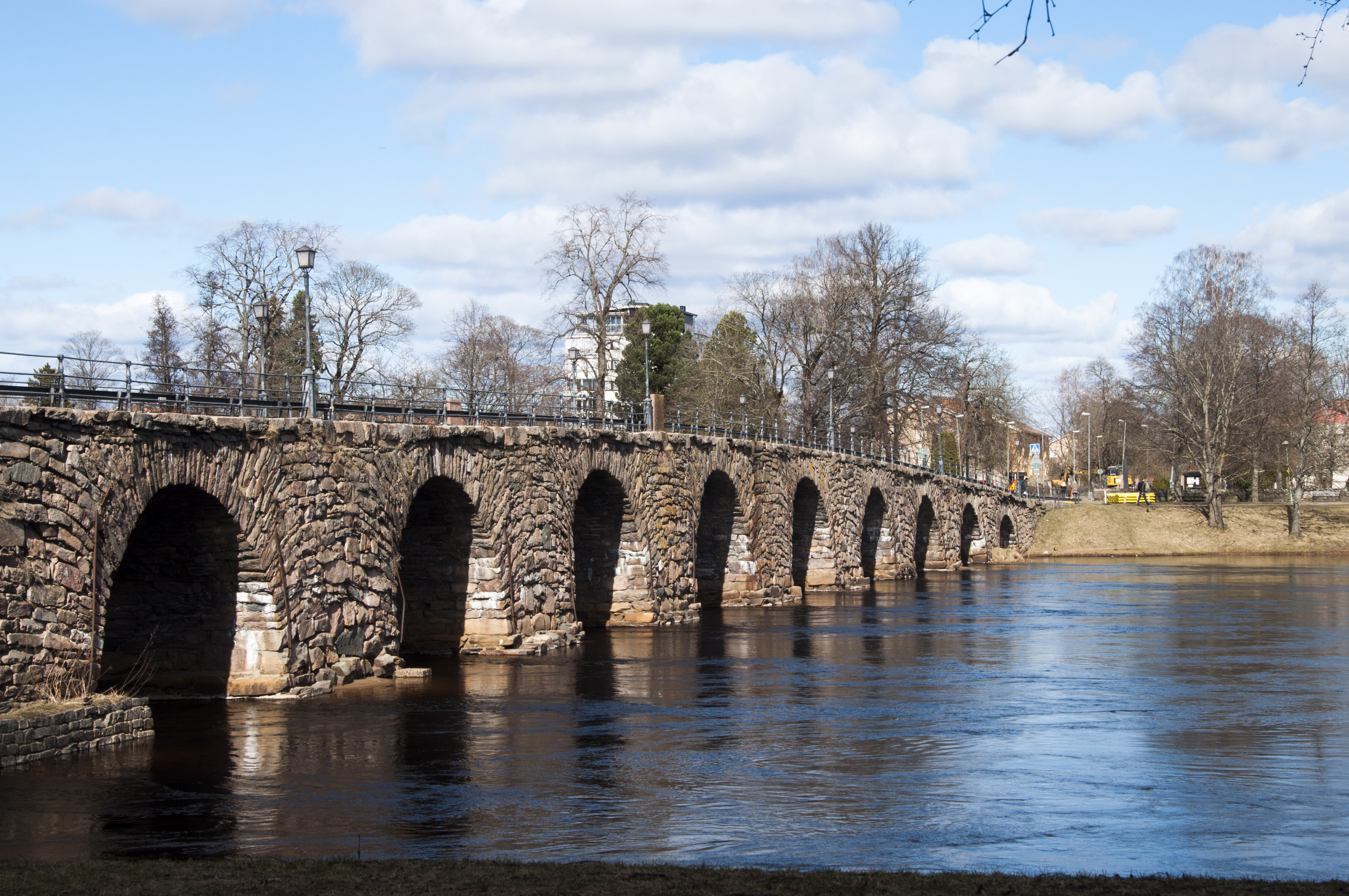
Östra bron, Karlstad.
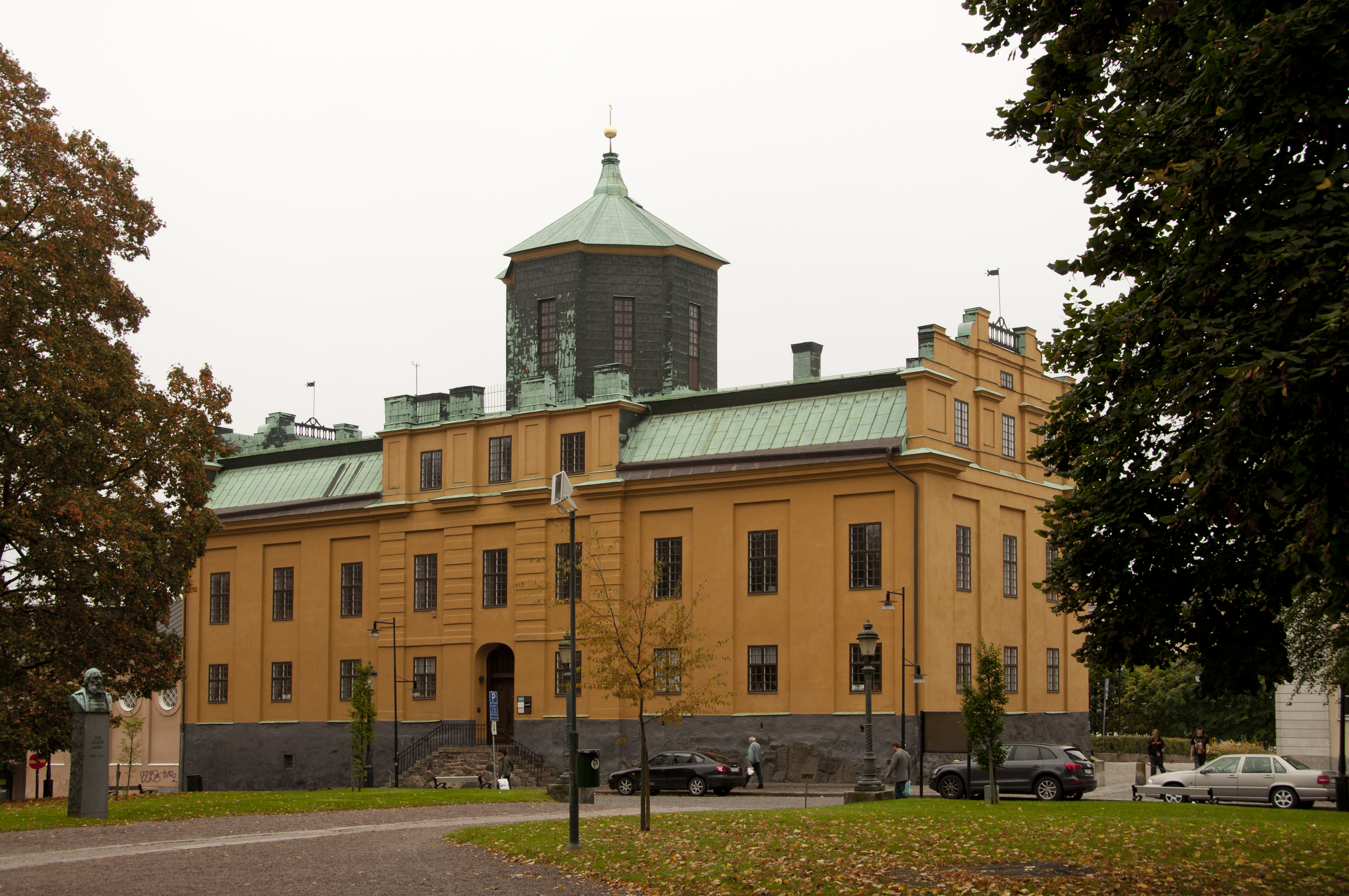
Gamla gymnasiet, Karlstad.
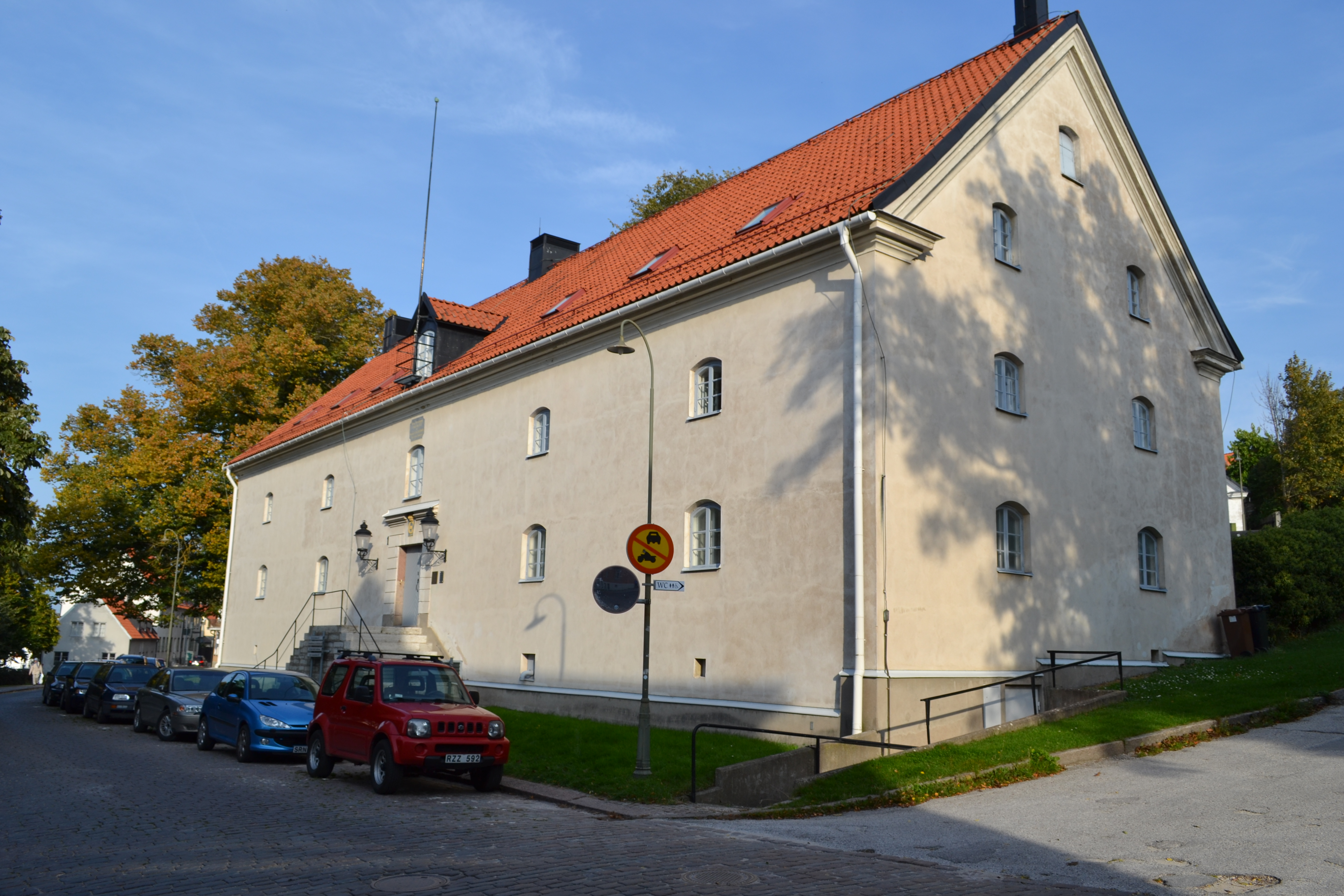
Landsarkivet i Visby.